# الرابطة التونسية المحترفة الأولى 2021–22
الرابطة التونسية المحترفة الأولى لكرة القدم 2021–22 هو الموسم 67 من بطولة الرابطة التونسية المحترفة الأولى لكرة القدم. يلعب أفضل 16 ناديا تونسيا مقسمين على مجموعتين ضد بعضها البعض مرتين ذهابا وإيابا ويتأهل أول ثلاثة من كل مجموعة إلى مرحلة التتويج ويهبط الأواخر إلى الرابطة التونسية المحترفة الثانية لكرة القدم. الترجي الرياضي التونسي هو حامل اللقب وخصومه الرئيسيين للفوز النهائي هم النادي الإفريقي، النجم الرياضي الساحلي والنادي الرياضي الصفاقسي ويتأهل أول اثنين من الترتيب إلى دوري أبطال أفريقيا بينما يشارك الثالث في كأس الكونفيدرالية الأفريقية صحبة وصيف كأس تونس.

## الأندية المشاركة
| النادي                     | آخر صعود | الموسم الفارط      | الملعب                    | السعة  | المدينة    |
| -------------------------- | -------- | ------------------ | ------------------------- | ------ | ---------- |
| الترجي الرياضي التونسي     | 1971     | البطل              | الملعب الأولمبي برادس     | 60٬000 | تونس       |
| النجم الرياضي الساحلي      | 1962     | الوصيف             | الملعب الأولمبي بسوسة     | 40٬000 | سوسة       |
| الاتحاد الرياضي ببنقردان   | 2015     | 3                  | ملعب 7 مارس               | 10٬000 | بنقردان    |
| المستقبل الرياضي بسليمان   | 2019     | 4                  | الملعب البلدي بسليمان     | 3٬000  | سليمان     |
| النادي الرياضي الصفاقسي    | 1947     | 5                  | ملعب الطيب المهيري        | 22٬000 | صفاقس      |
| المستقبل الرياضي برجيش     | 2020     | 6                  | الملعب البلدي برجيش       | 3٬000  | رجيش       |
| الاتحاد الرياضي بتطاوين    | 2018     | 7                  | ملعب نجيب الخطاب          | 5٬000  | تطاوين     |
| النادي الإفريقي            | 1937     | 8                  | الملعب الأولمبي برادس     | 60٬000 | تونس       |
| النجم الرياضي بالمتلوي     | 2013     | 9                  | الملعب البلدي بالمتلوي    | 5٬000  | المتلوي    |
| الاتحاد الرياضي المنستيري  | 2017     | 10                 | ملعب مصطفى بن جنات        | 20٬000 | المنستير   |
| النادي الرياضي البنزرتي    | 1990     | 11                 | ملعب 15 أكتوبر            | 20٬000 | بنزرت      |
| الأولمبي الباجي            | 2020     | 12                 | الملعب الأولمبي بباجة     | 10٬000 | باجة       |
| الهلال الرياضي الشابي      | 2021     | 13                 | ملعب الشابة               | 3٬000  | الشابة     |
| النادي الرياضي لحمام الأنف | 2021     | البطل (الرابطة 2)  | الملعب البلدي بحمام الأنف | 8٬000  | حمام الأنف |
| الأمل الرياضي بحمام سوسة   | 2021     | الوصيف (الرابطة 2) | الملعب البلدي بوعلي لحوار | 6٬500  | حمام سوسة  |
| الترجي الرياضي الجرجيسي    | 2021     | الثالث (الرابطة 2) | ملعب الجليدي              | 7٬000  | جرجيس      |